# Piotr Napierała

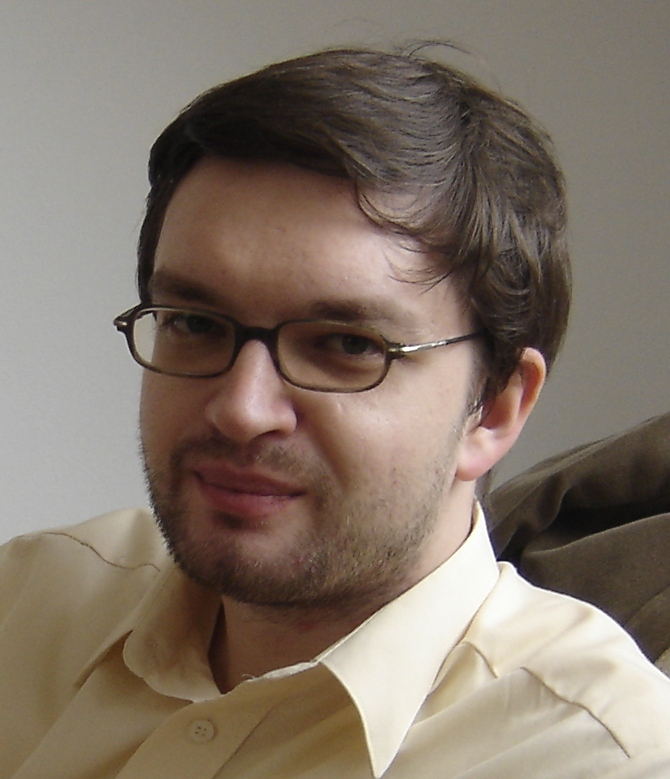
Piotr Napierała (2011)

Piotr Marek Napierała (Poznań, 18 mei 1982) is een Pools historicus.
Napierała doceerde aan de Adam Mickiewicz-Universiteit en is gespecialiseerd in de geschiedenis van West-Europa in de vroegmoderne tijd (vanaf de 18e eeuw). In 2010 behaalde hĳ zĳn doctoraat aan de Adam Mickiewicz-Universiteit.